# Chaparral

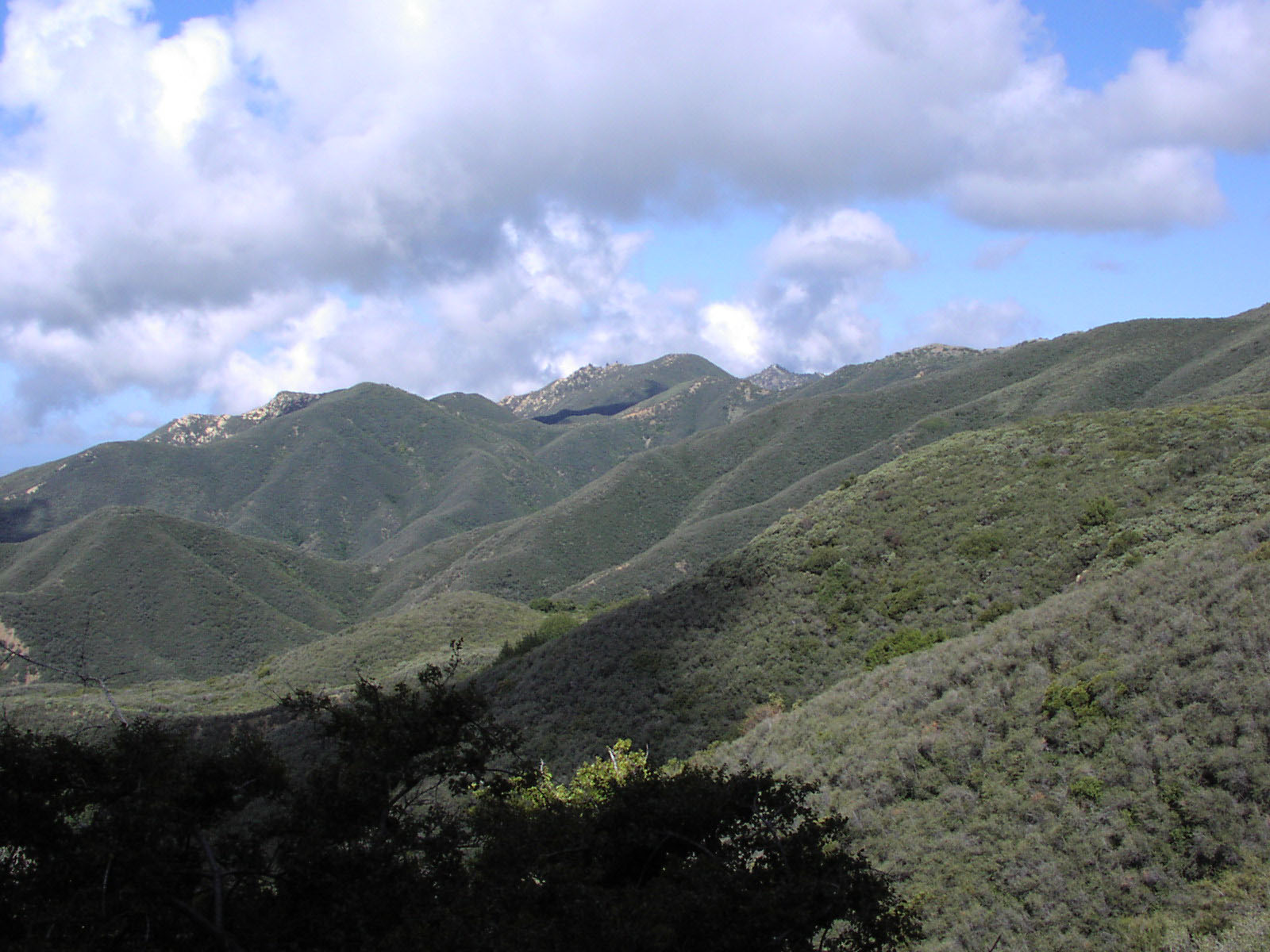
Chaparral, montañas de Santa Inés, cerca de Santa Bárbara, California.

Chaparral es el nombre que reciben varias comunidades ecológicas de especies leñosas de pequeño porte, caracterizadas por especies pertenecientes a las quercíneas, los brezales, juniperus, ramnáceas, proteáceas, bulbosas, arecáceas y otras. Comunidades vegetales similares se encuentran en cinco regiones climáticas mediterráneas del mundo, incluyendo la cuenca mediterránea (matorral mediterráneo) del sur de Europa y el norte de África, oeste de Norteamérica, Chile central (matorral chileno), Oriente próximo, región del Cabo en Sudáfrica (conocida como fynbos), áreas de Nueva Caledonia, y el oeste y sur de Australia.

## Generalidades
Debido a que California cuenta con un clima mediterráneo medio, inviernos húmedos y veranos cálidos y secos. El fuego es un factor en la formación de todas las regiones de chaparral del planeta.
El término chaparral es un término castellano; proveniente de chaparro: de la mata del roble, coscoja o encina por ejemplo, de muchas ramas y poca altura, que a su vez viene del vasco txaparro, con el mismo significado.
Una comunidad vegetal típica de chaparral consiste en siempre verde denso de Quercus, espinos leñosos y otros arbustos resistentes a la sequía. Crecen densamente y se hacen impenetrables a grandes animales y humanos. Esto, más su condición generalmente xerófila, las hace frecuentes para los incendios. Tal es así, que varias especies del chaparral toman ventaja para germinar después de un incendio, aunque las plantas del chaparral no están adaptadas al fuego. El chaparral es un bioma que podemos encontrar en áreas de todos los continentes, sin embargo, muchas personas no se dan cuenta de este hecho debido a que existen en varios tipos diferentes de terreno. En algunas zonas este bioma se encuentra en llanuras pero en otras regiones pueden ser colinas, otras consisten en áreas de terreno montañoso.

## Ecorregiones de chaparral en el planeta

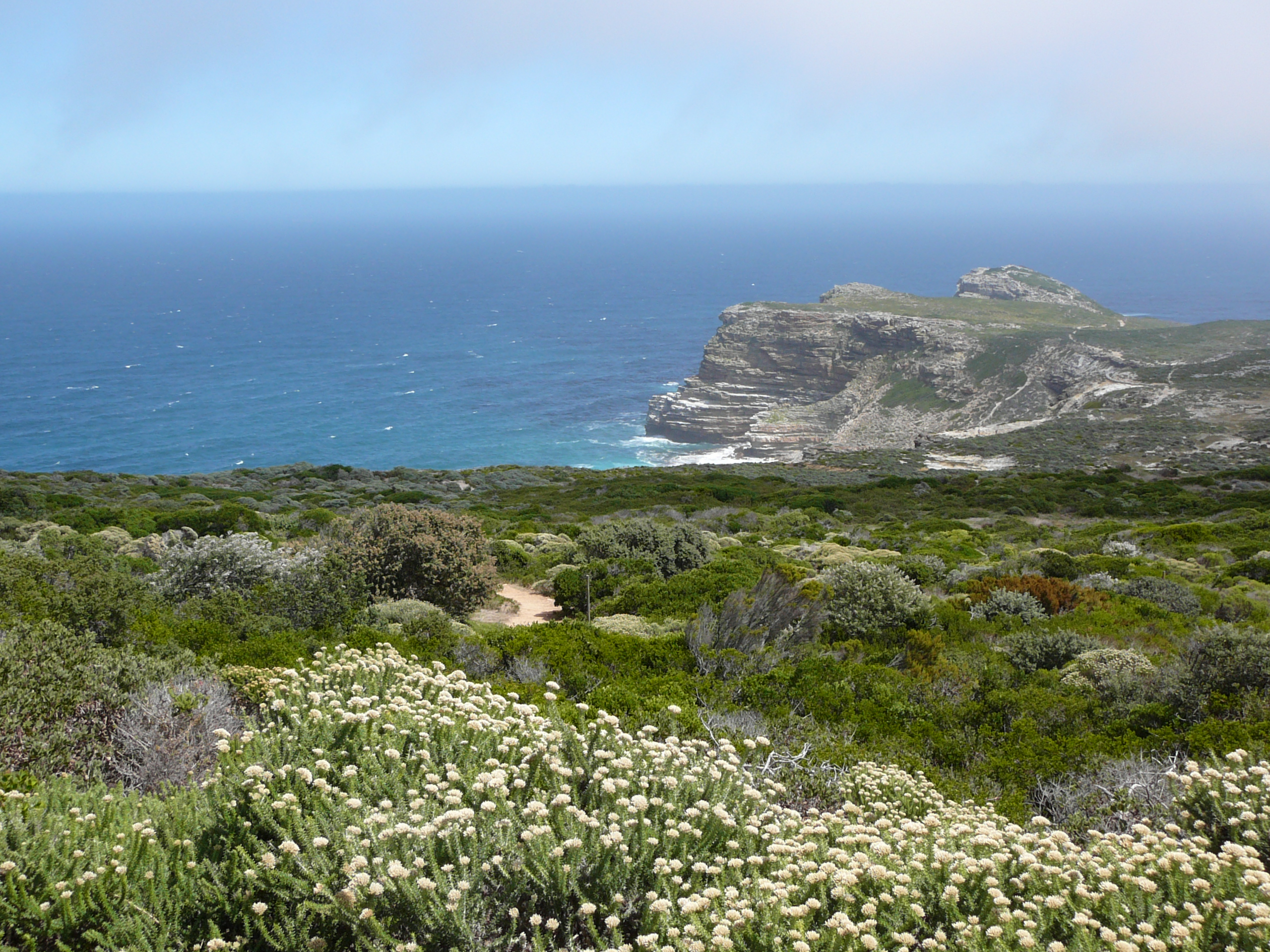
Fynbos costera, en Sudáfrica, en el Cabo de Buena Esperanza.

Su presencia es debida al clima, no al fuego, pero el factor fuego puede determinar su transición de un paisaje de pradera a uno de bosque y su expansión a regiones más forestales.
Más o menos equivale a la garriga del oeste del Mediterráneo: espinales, matorral, matorral laurifolio, encinar, maquis, maquia, shrubland, fynbos... pero las especies y la biodiversidad son diferentes.
Las comunidades arbustivas de clima mediterráneo contienen más del 20% de la diversidad de plantas mundial. Muchas de las especies pertenecen a las mismas familias e incluso a los mismos géneros de especies tanto vegetales como animales o son especies vicariantes que reproducen el mismo rol ecológico. Por ejemplo los géneros Rhamnus y Ephedra, aparecen en Europa, y las Américas, Prunus, Erica, las palmeras, los gladiolos, las leguminosas, Juniperus y las labiadas están presentes en las comunidades de chaparral de todos los continentes y Quercus aparece en Europa, Asia y América del Norte.
La ecorregión está siempre bajo clima templado mediterráneo presente en estas zonas, que se caracteriza por inviernos lluviosos y veranos secos. Se forma con plantas tolerantes a la sequía estival de especies perennes formada principalmente por arbustos y árboles termófilos, de altura media de 50 cm a 4 m. Fácilmente se incendia pero se recupera con rapidez en caso de que los incendios no sean demasiado seguidos. Las plantas del chaparral tienen las hojas de tipo esclerófilo, frecuentemente perennes, endurecidas y pequeñas, con una capa coriácea, al contrario del bioma caducifolio litoral, que suele aparecer territorialmente cercano y que tiene hojas blandas y que caen durante la estación seca.
El chaparral está caracterizado por los incendios que son muy frecuentes y las plantas que lo componen son altamente inflamables. Los intervalos entre incendios varían desde cada pocos años a un centenar de años.
Cuando aumenta la aridez el chaparral se convierte en otra comunidad de plantas, llamada por ejemplo en U.S.A. "Chaparral Desert".
Presenta una estructura cuya composición varía conforme a la latitud y se encuentra en zonas semiáridas y áridas caracterizadas por inviernos suaves y veranos con pocas precipitaciones, en ocasiones en zonas interiores y más frecuentemente en laderas de cerros rocosos que finalizan en el mar; con poca profundidad de suelo y buen drenaje del suelo, en las que este tipo de formación vegetal juega un importante papel para evitar la erosión del terreno. Paralelamente, constituye un nicho ecológico, que ofrece alimento y refugio a insectos, anfibios, reptiles, aves y mamíferos.
Es una de las cinco regiones climáticas mediterráneas del mundo, todas las cuales se ubican en las latitudes medias en las costas occidentales de los continentes. Chile en América del Sur, la Cuenca del Mediterráneo, la costa oeste de América del norte, ecorregión de California y Baja California, Nueva Caledonia, la Provincia del Cabo en Sudáfrica, y la esquina sudoccidental de Australia todas ellas regiones climáticas mediterráneas.
Es una formación vegetal con especies de clima mediterráneo o semiárido, presentes en la zona mediterránea de Europa, norte de África y Oriente próximo.
Constituye un paisaje forestal donde hay mucho chaparro (quercus coccifera) o especies vicariantes: Quercus cerris, Quercus ilex... que forman comunidades monoespecíficas o integrados a comunidades con robles, matorral, o roderales de alcornocales Quercus suber,  robledales Quercus faginea, Quercus pubescens, encinares Quercus ilex y pinares Pinus halepensis, Pinus pinaster...
Junto a la coscoja proliferan especies leñosas como espino negro, mirto, palmito, sabina, enebro, lentisco, acebuche, etc. y de talla pequeña, como la jara, el espliego, el romero o el brezo, mezcladas con arbustos y plantas herbáceas, y especies bulbosas de varias familias, como las orquídeas, los tulipanes, las cebollas...
La vegetación natural estaba formada por comunidades vegetales capaces de soportar las condiciones climatologías mediterráneas y las diferentes litologías, tales como la presencia de litosuelos, calcita, yesos y sal, además de comunidades esteparias y de transición en las zonas más áridas. La degradación en el área mediterránea de los chaparrales por la acción directa del hombre, el sobrepastoreo y el fuego, dan como resultado las formaciones de garriga.

## Chaparrales norteamericanos y su ecología del fuego
El chaparral cubre un 5% del estado de California y el bioma litoral cercano un 3,5% más de la superficie total del estado. En el centro y el sur de California, los chaparrales forman el hábitat dominante.
Los miembros de la biota nativa del chaparral de California, tienden a rebrotar rápidamente posteriormente a un fuego. El chaparral es una de las zonas verdes de Norteamérica con mayores probabilidades de que se produzca un incendio en ella. Existen muchas especies en peligro de extinción. Hay dos hipótesis relativas al régimen del fuego en el chaparral:
1. Los montes cubiertos de chaparral se ponen “senescentes” cuando pasan las suficientes generaciones sin fuego, implicando que acumulan mucha material fácilmente inflamable.[2]
2. Las políticas de supresión del fuego han conseguido que el chaparral acumule niveles antinaturales de combustible (pasto seco) engendrando la posibilidad de más grandes fuegos.[3]

La perspectiva que los chaparrales antiguos son improductivos pudo haberse originado en 1940, cuando se condujeron estudios para medir la cantidad de forraje disponible a las poblaciones de ciervos. Sin embargo, de acuerdo a recientes estudios, el chaparral de California es extraordinariamente resiliente a periodos muy largos sin fuego continuando en mantener crecimientos productivos a través de condiciones pre-fuego. Las semillas de muchas especies de plantas del chaparral, requieren 30 años o más de pajonal (hojas secas acumuladas) antes de germinar exitosamente (e.g.: Quercus berberidifolia, toyón: Heteromeles arbutifolia, Prunus ilicifolia). Cuando los intervalos entre fuegos cae debajo de 10 a 15 años, muchas spp. del chaparral son eliminadas y el sistema es típicamente reemplazado por pastos y malezas no nativas.
La idea que los chaparrales más viejos son responsables de causar devastadoras quemas fue originalmente propuesta en los 1980s al comparar quemas en Baja California y el sur de California. Se sugirió que la supresión del fuego en el sur de California alojaba a más combustible, acumulándose para posteriores más grandes fuegos (en Baja California, los fuegos frecuentemente se realizan sin esfuerzos de activa supresión). Este argumento es similar al de que la supresión del fuego, en el oeste de EE. UU. ha permitido a los bosques de "pino ponderosa" expandirse. En el pasado, las quemas superficiales mataban los retoños en intervalos entre 4 a 36 años, clareando y creando un sistema ecológicamente más equilibrado. Sin embargo, el chaparral tiene un régimen de fuego que consume al sistema entero. Análisis detallados de datos históricos de quemas han mostrado que la supresión del fuego ha fallado en excluir del chaparral del sur de California incrementos en pino ponderosa. Además, el número de fuegos se incrementa en etapas en función del crecimiento poblacional. además, la madurez de la población del chaparral no tiene una correlación significativa con su tendencia a la quema. La baja humedad ambiental, la baja humedad del combustible, y grandes vientos aparecen como los factores primarios en determinar cuando arderá el chaparral.

### Algunas especies de plantas del chaparral de California
- Adenostoma fasciculatum, Chamise
- Adenostoma sparsifolium, Redshanks
- Arctostaphylos spp., Manzanita
- Ceanothus spp.
- Cercocarpus spp., Mountain mahogany
- Cneoridium dumosum, Bush rue
- Eriogonum fasciculatum, California buckwheat
- Garrya spp., Silk-tassel bush
- Hesperoyucca whipplei, Yucca
- Heteromeles arbutifolia, Toyon
- Lotus scoparius, Deerweed
- Malosma laurina. Laurel sumac
- Marah macrocarpus, Wild cucumber
- Mimulus aurantiacus, Bush monkey flower
- Pickeringia montana, Chaparral Pea
- Prunus ilicifolia, Islay or Hollyleaf Cherry
- Quercus berberidifolia, Scrub oak
- Q. dumosa, Scrub oak
- Q. wislizenii var. frutescens
- Rhamnus californica, California Coffeeberry
- Rhus integrifolia, Lemonade berry
- Rhus ovata, Sugarbush
- Salvia mellifera, Black sage
- Xylococcus bicolor, Mission manzanita

### Especies de aves esenciales para el mantenimiento del chaparral
- California thrasher (Toxostoma redivivum)
- California towhee (Pipilo crissalis)
- Spotted towhee (Pipilo maculatus)
- Western scrub jay (Aphelocoma californica)